# Errigal
Der Errigal oder Mount Errigal (irisch: An Earagail oder An tEaragal) im Glenveagh-Nationalpark ist mit 751 m der höchste Berg im irischen County Donegal. Er liegt im Bezirk Gweedore und gehört zur Bergkette der Derryveagh Mountains (irisch Sléibhte Dhoire Bheatha).
Einen formalen Ansatz zum Keltenkreuz stellt das rohe Keerogue Cross auf dem Friedhof von Errigal dar.